# Jackson Douglas
Jackson Douglas (Kent, 1969) è un attore statunitense.

## Biografia
È meglio conosciuto per il suo ruolo di Jackson Belleville nella serie televisiva Una mamma per amica, del quale per altro ha diretto un episodio. Ha inoltre scritto e diretto il breve film "Brown Eyed Girl".

## Vita privata
Jackson ha sposato la collega Alex Borstein nel 1999 e hanno divorziato nel 2014.
I due hanno avuto due figli, Barnaby ed Henrietta, nati rispettivamente nel 2008 e nel 2012.